# Askeby
Askeby is een plaats in de gemeente Linköping in het landschap Östergötland en de provincie Östergötlands län in Zweden. De plaats heeft 452 inwoners (2005) en een oppervlakte van 48 hectare.